# Prasinocyma perpolluta
Prasinocyma perpolluta là một loài bướm đêm trong họ Geometridae.